# Bowl

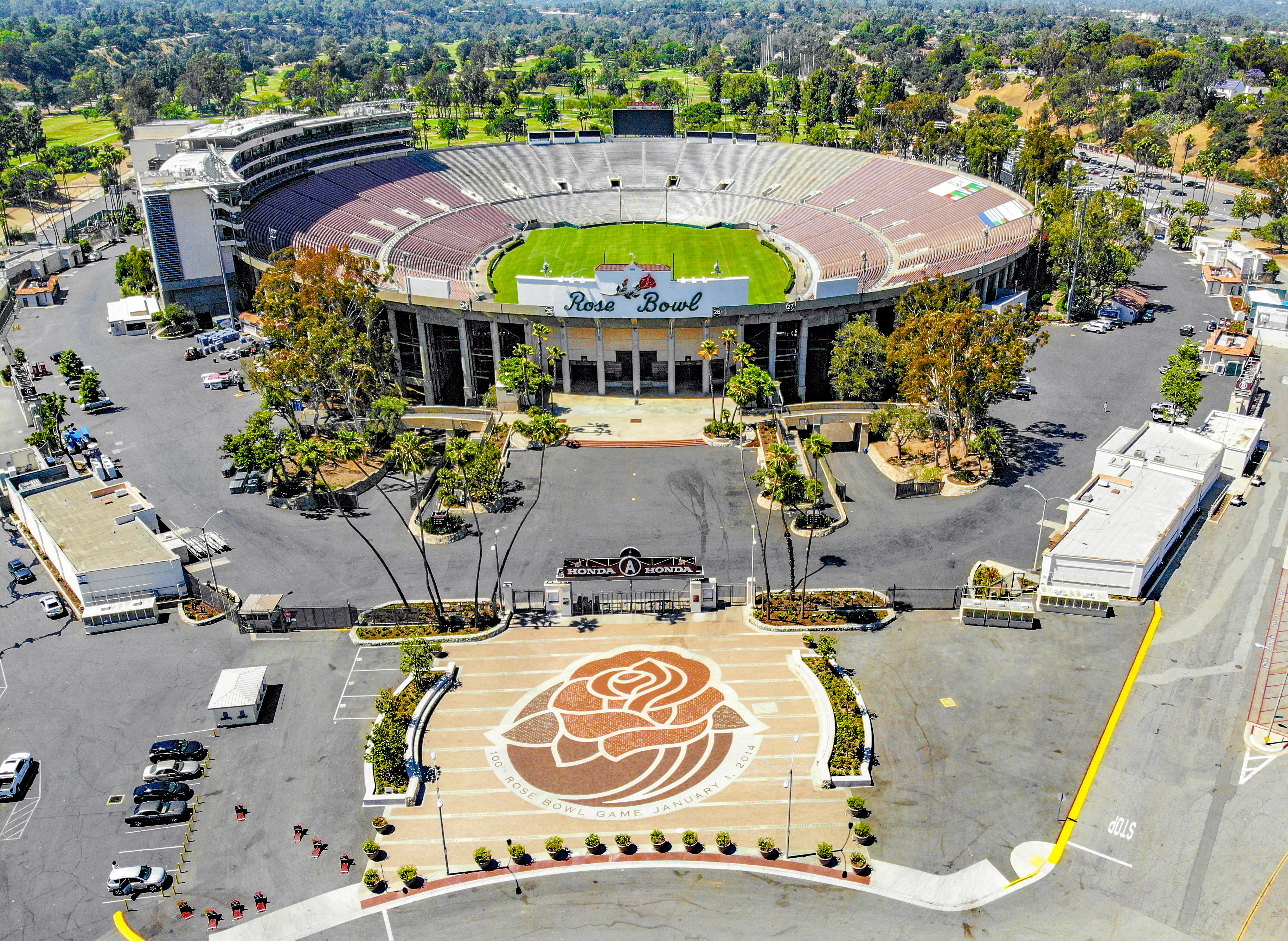
Rose Bowl, arenan som gett matcherna deras namn.

Bowl är en enskild match med ursprung i amerikansk fotboll mellan amerikanska lärosäten som spelas efter att säsongen är slut, typiskt från mitten av december till början av januari. Traditionellt har college football spelats i olika ligor, conferences, och nationella segrare har utsetts genom röstning och rankning mellan de olika ligorna. Istället har speciellt utvalda matcher med hög prestige spelats mellan olika lärosäten, efter säsongen, dit lagen blir inbjudna av organisatören. Organisatörerna var ursprungligen fristående, ibland konkurrerande, med uppgift att organisera de bowls de kontrollerar. Flera bowls har senare underordnat sig collegeförbundet National Collegiate Athletic Association och teve-kanaler. Ordet har i överförd bemärkelse gällt motsvarande möten mellan college i andra sporter och idrotter.
En del bowls, som Iron Bowl, spelas alltid mellan två lärosäten, det görs då normalt vid ett tillfälle under ordinarie säsong, de har då bara namnet gemensamt med de bowls som spelar efter säsongenra. Andra bowls avgörs mellan olika inbjudna lag, eller enligt rankingssystem och sedan 2000-talet finns det ett cup-spel som avgör nationellt mästerskap. Försök gjordes först på 1990-talet att förena olika bowls, så att en nationell mästare kunde koras efter en match, men flera välmeriterade bowls, bland annat Rose Bowl, ställde sig utanför. Sedan 2006 har nationella mästare i college utsets genom ett cupspel som avslutas med en finalmatch, och samtliga de matcherna kallades "bowls" eller var ursprungligen bowls. Från och med säsongen 2015/2016 utgör två bowls semifinalerna till en match som korar nationell mästare. Det är sex bowls som parvis alternerar att vara semifinaler åt finalen, kallad College Football Playoff National Championship. De är Rose Bowl och Sugar Bowl, Orange Bowl och Cotton Bowl samt Fiesta Bowl och Peach Bowl, och gemensamt kallas dessa sex bowls för New Year's Six. 

## Historik
Ursprunget räknas till Pasadena i Kalifornien och festivalen Tournament of the roses, eller the Rose Parade. År 1902 anordnade festivalen en match  mellan universitetslagen från Michigan och Stanford. Festivalen anordnades runt nyår för att göra reklam för regionen och det milda vädret, och collegelagen hade då avslutat seriespelen vilket underlättade den långa resan frö Michigan. Första matchen blev ingen succé och det dröjde sedan till 1916 innan nästa match spelades. Då var populariteten större och till matcherna byggdes arenan Rose Bowl, som invigdes 1922. Arenan fick sitt namn, som betyder ungefär ros-skål, på grund av festivalen och arenans form, och det blev sedan namnet på den årliga matchen. Flera andra platser, på USA:s varmare breddgrader, anordnade matcher efter ordinarie säsong och de kallades bowl oberoende av formen på arenans form. Från början fanns det en handfull bowls, som alla ansågs prestigefulla. De har sedan utökats till ett 40 stycken inför säsongen 2020 och kritikerna menar att det lett till minskande intresse och sjunkande publiksiffror. De som är positiva menar att det lett till fler tittare via TV och genererar ändå mer pengar till collegelagen, samtidigt som matcherna är viiktiga för spelarna och ses av fler personer totalt. De menar att när biljettpriserna anpassats kommer åskådarna tillbaks även till arenorna.